# Tarafım
Tarafım (Mein Vaterland) ist seit dem 23. April 1994 die Regionalhymne des autonomen Gebiets Gagausien.

## Die gagausische Nationalhymne
| Gagausischer Originaltext                                                                             | Deutsche Übersetzung |
| --- | --- |
| Tarafım, sän tarafım, Ne gözälsin, korafım: Çok cömertsin sän, topraam, Gagauz Erim, Bucaam!          | Heimat, du meine Heimat, Wie schön sind deine Wälder, Wie fruchtbar dein Boden: Gagausen lieben dieses Land!                                               |
| Refrain: Gagauziya - hoşluum, Çok sevin, koru dostluu, Bayraanı üüsek kaldır, Sän benim paalı halkım. | Refrain: Das schöne Gagausien, Lern sie lieben, schütz die Freundschaft, Heb die Flaggen hoch, Du mein wertvolles Volk!                                    |
| İlk adım sendä yaptık Hem ana da biz dedik, Kauşu sevdik dinmäz, "Oglanı" çaldık bitmäz. Refrain      | Wir sind durch dich entstanden, Wir nannten dich auch Mutter, Eine Sehnsucht, die niemals vergeht, Eine Melodie, die niemals endet. Refrain                |
| Gagauziya, mutlu erim, Vatanımsın sän benim, Pek işçidir insanın, Elleri keser altın. Refrain         | Gagausien, ein Ort des Glücks, Du bist mein Vaterland, Dein Volk ist sehr fleißig, denn Hände sind wertvoller als Gold. Refrain                            |
| Ne zorluk seni kırdı, Ne zaman dolaştırdı. Allahım, koru topraa: Gagauz Eri, Bucaa!                   | Die schwersten Tage konnten dich nicht brechen, denn du hieltst allen Zeiten stand. Lieber Gott, beschütze dieses Stück Erde: Gagausen lieben dieses Land! |